# Massacro alla Abundant Life Christian School
Il 16 dicembre 2024, si è verificata una sparatoria presso l'Abundant Life Christian School a Madison, Wisconsin, Stati Uniti. Oltre all'autrice, identificata come la quindicenne Natalie Rupnow, due persone sono state confermate morte e altre sei sono rimaste ferite.

## Antefatti
L'Abundant Life Christian School è una scuola privata cristiana per bambini dalla scuola materna alle superiori, fondata nel 1978. L’edificio si trova accanto alla City Church Madison e condivide un campus di 28 acri (11 ettari) con il Campus for Kids Learning Center, un centro per l’infanzia che accoglie bambini dalla nascita fino all’età della scuola materna. Al momento della sparatoria, 390 studenti provenienti da circa 200 famiglie erano iscritti alla scuola. Erano presenti telecamere all’interno della scuola; tuttavia, come la maggior parte delle scuole private di quelle dimensioni, l’istituto non disponeva di un metal detector né di uno school resource officer.
Secondo la CNN, la sparatoria è stata almeno l’83ª sparatoria scolastica negli Stati Uniti nel 2024.

## Sparatoria
La sparatoria è avvenuta all’interno di una sala studio. Secondo il dipartimento di polizia di Madison, gli agenti hanno ricevuto una chiamata al 911 da un insegnante di seconda elementare all’interno della scuola alle 10:57 (UTC-6). La sparatoria è avvenuta in una sala studio con studenti di età e anno scolastico misti. Natalie era armata con due pistole durante la sparatoria, ma ne ha usata solo una.
Le forze dell’ordine hanno raggiunto la scuola alle 11:05, dove hanno trovato la colpevole morta, a causa di una ferita da arma da fuoco autoinflitta. La sospettata era inizialmente stata segnalata come una minorenne adolescente e studentessa della scuola. Rupnow è stata dichiarata morta durante il trasporto in ospedale.
Alle 11:14 il personale scolastico e gli studenti sono stati evacuati. Nessuno degli agenti presenti ha dovuto usare la propria arma. A seguito di un’ispezione preliminare, gli agenti di polizia hanno riferito che non c’era più alcuna minaccia all’interno della scuola. Secondo diverse testate giornalistiche, un avviso di sicurezza pubblica è stato inviato ai telefoni delle persone in prossimità della scuola intorno alle 11:20.
21 bossoli sono stati complessivamente recuperati all’interno della scuola.

## Vittime
Durante una conferenza stampa, i funzionari del dipartimento di polizia di Madison hanno inizialmente riferito di cinque vittime; successivamente, è stato reso pubblico che almeno tre persone, tra cui la presunta autrice, erano decedute. Le due vittime sono state identificate dall’ufficio del medico legale della contea di Dane come Erin West, un’insegnante di 42 anni di DeForest, e Rubi Vergara, una studentessa di 14 anni.
Sei persone sono rimaste ferite, due in modo grave. Il capo della polizia, Shon F. Barnes, non ha fornito l’età e il sesso delle vittime ferite. Secondo un portavoce dell’ospedale, quattro pazienti coinvolti nella sparatoria sono stati ricoverati presso l’SSM Health St. Mary’s Hospital di Madison. Due delle vittime ferite sono state successivamente dimesse. Gli altri due pazienti sono rimasti ricoverati ma in condizioni stabili.

## Autrice del reato
Natalie Lynn "Samantha" Rupnow (7 novembre 2009 – 16 dicembre 2024), una studentessa quindicenne della scuola, è stata identificata da un funzionario delle forze dell’ordine come la colpevole. Natalie ha vissuto a Madison per tutta la sua vita, con legami familiari sia a Friesland sia a Randolph, nel Wisconsin. I suoi genitori erano divorziati e si erano risposati due volte. Andava in terapia dal luglio del 2022, il che avrebbe dovuto aiutarla a decidere con quale genitore trascorrere i fine settimana.
Mesi prima della sparatoria, ad agosto, Natalie si era iscritta a un circolo di tiro dopo essere stata portata a un poligono dal padre. Lui stesso scrisse in un commento su Facebook che si erano uniti al club quella primavera e che avevano "adorato ogni istante dell’esperienza".
Un utente ha pubblicato su X quello che si suppone essere il manifesto della colpevole. Al momento della pubblicazione, il manifesto non era ancora stato autenticato dalla polizia di Madison. I presunti account sui social media di Natalie, in gran parte sospesi dopo la sparatoria, contenevano forti elementi di alienazione. Un suo selfie, in cui indossa una maglietta di KMFDM simile a quella portata da Eric Harris (uno degli autori del massacro della Columbine High School del 1999), si è diffuso online.

## Conseguenze
I Boys and Girls Clubs della contea di Dane hanno organizzato una veglia a lume di candela il giorno dopo la sparatoria presso il Campidoglio dello Stato. Per onorare le vittime della sparatoria è stato allestito un memoriale temporaneo su un marciapiede vicino alla scuola, composto da poinsettia, croci, peluche e candele lasciati da ex studenti e conoscenti.
Il necrologio di Vergara è stato pubblicato online da un’agenzia di pompe funebri locale il 18 dicembre. Il suo funerale si è tenuto il 21 dicembre presso la City Church di Madison.

## Indagine
L’ufficio per l’alcol, il tabacco, le armi da fuoco e gli esplosivi (ATF) era presente sulla scena dopo la sparatoria. Un portavoce ha confermato che l’ufficio ha recuperato la pistola calibro 9 mm utilizzata e ne sta indagando l’origine. La polizia e l’FBI hanno interrogato la famiglia e i compagni di classe della colpevole per cercare di individuare il movente. La famiglia dell’autrice del reato ha collaborato con le forze dell’ordine durante l’intera indagine. Il comandante della polizia, Barnes, ha detto di essere a conoscenza del fatto che il presunto manifesto stesse circolando su Internet, ma di non poterne confermare l’autenticità. Ha inoltre affermato di aver chiesto all’ATF di accelerare le indagini sul metodo utilizzato per ottenere l’arma da fuoco e sul luogo in cui si trovava l’autrice durante la strage. Non era sicuro se i genitori fossero stati i proprietari legali dell’arma o se la avessero soltanto detenuta. Il 17 dicembre, Barnes ha riferito ai giornalisti che gli investigatori stanno prendendo in considerazione una combinazione di fattori, tra cui la possibilità che Rupnow fosse stata vittima di bullismo.
La casa del padre della responsabile è stata perquisita dalle forze dell’ordine il 17 dicembre, allo scopo di sequestrare il computer di Rupnow e altri dispositivi tecnologici, così da identificarne l’impronta digitale. La polizia ha cercato di contattare anche la madre della colpevole nello stesso giorno, ma secondo testimoni nessuno era presente nell’abitazione. I vicini hanno riferito di aver interagito raramente con la donna. Inoltre, la polizia sta esaminando gli account online di Natalie per trovare ulteriori indizi che possano stabilire il movente dell’attacco.

### Potenziali co-cospiratori
Il 18 dicembre, Alexander Paffendorf, 20 anni, di Carlsbad, in California, è stato arrestato dagli agenti dell’FBI in relazione alla sparatoria. È sospettato di aver pianificato una sparatoria di massa all’interno di un edificio governativo insieme a Natalie. Paffendorf disse a Rupnow che “si sarebbe armato di esplosivi e di una pistola” e che “avrebbe iniziato a sparare in un edificio governativo”. Al momento non è chiaro come i due si conoscessero; l’FBI ha rifiutato di rilasciare commenti al riguardo. Tuttavia, a seguito di sue dichiarazioni e ammissioni, a Paffendorf è stato notificato un ordine restrittivo di emergenza per violenza armata, emesso da un giudice della contea di San Diego. L’ordinanza gli impone di consegnare le armi da fuoco e gli nega la possibilità di detenerne finché resterà in vigore. Il 3 gennaio 2025, Paffendorf è comparso in videoconferenza davanti alla Corte superiore della contea di San Diego per un’udienza sull’ordinanza. Si è scusato per il suo coinvolgimento, ha espresso rammarico e si è detto disposto ad affrontare le conseguenze delle proprie azioni. Il giudice ha rinviato l’udienza al 4 aprile, in attesa che Paffendorf nomini un legale, dal momento che è attualmente sotto inchiesta penale.
L’account X dell’autore della sparatoria alla Antioch High School, avvenuta 5 settimane dopo, sarebbe stato seguito da Rupnow.

## Reazioni
Il presidente Joe Biden ha condannato l’incidente definendolo “scioccante e inaccettabile” in un comunicato. Ha invitato il Congresso ad adottare misure immediate contro la violenza armata, insistendo su maggiori tutele per i bambini nelle scuole. Ha inoltre ribadito la necessità di introdurre background check (controlli sui precedenti penali) universali, una red flag law a livello federale e di vietare fucili d’assalto e caricatori ad alta capacità.
Il governatore del Wisconsin Tony Evers ha ordinato di esporre a mezz’asta le bandiere degli Stati Uniti e del Wisconsin, e ha rilasciato una dichiarazione su X subito dopo la sparatoria, twittando che stava monitorando attentamente la situazione e la comunità locale e che stava pregando per gli studenti, gli educatori e l’intera comunità in attesa di ulteriori informazioni.
I senatori del Wisconsin Tammy Baldwin e Ron Johnson hanno pubblicato dichiarazioni separate sui social media, esprimendo le loro condoglianze alle vittime e assicurando che avrebbero continuato a monitorare la situazione e ad offrire supporto alle forze dell’ordine se necessario. Poco dopo la sparatoria, la pagina Facebook della scuola ha pubblicato che c'era stato un incidente con un attentatore armato, chiedendo preghiere.
Il comandante Barnes ha dichiarato ai media: “Ogni bambino, ogni persona in quell’edificio è una vittima e lo sarà per sempre. Questi tipi di traumi non scompaiono così facilmente”. Alla veglia, il sovrintendente del distretto scolastico dell’area metropolitana di Madison, Joe Gothard, ha sottolineato come la tragedia sia avvenuta a meno di due isolati dalla sua casa d’infanzia. Ha poi aggiunto che affermare che il distretto avrebbe implementato migliori misure di sicurezza non era sufficiente. Ha detto: “Dobbiamo connetterci come facciamo stasera, ogni giorno, e impegnarci a capire che siamo qui gli uni per gli altri, nella speranza di evitare tragedie prevenibili come quella di ieri”.